# Robert Ouellet
Pour les articles homonymes, voir Ouellet.
Robert Ouellet (né le 18 mars 1968 à Montréal au Québec, Canada), est un joueur de hockey sur glace franco-canadien. Il a grandi à Terrebonne au Québec. Il est le père de Xavier Ouellet.

## Biographie
À 20 ans, ce grutier accepte de joindre les rangs des Cougars Missiles de Saint-Pierre et Miquelon. Pensant sa carrière de hockeyeur terminée, il est invité à joindre les rangs de l'équipe française d'Anglet au Pays basque, formation qui joue en deuxième division. Ouellet y joue trois ans, les deux premières saisons à titre de joueur étranger et la troisième en tant que Français, après son mariage.
Ouellet prend ensuite la direction d'Angers, de Brest et de Grenoble, où il remporte deux championnats de France.
En 1998, il est invité à joindre l'équipe nationale française aux Jeux Olympiques de Nagano au Japon en 1998. Une blessure lui fait rater les Jeux de 2002 à Salt Lake City.
Robert Ouellet a également vécu plusieurs championnats du monde, toujours sous les couleurs tricolores.
Il passe quelques années avec les Pingouins de Krefeld de la Ligue allemande, avant de revenir finir sa carrière avec Anglet comme entraîneur-adjoint.

## Clubs
- 1985-1989 Castors de Saint-Jean (LHJMQ, Canada)
- 1991-1994 Anglet Hormadi Élite (Nationale 1B, France)
- 1994-1996 Les Ducs d'Angers (Ligue Elite, France)
- 1996-1997 Les Albatros de Brest (Nationale 1A, France)
- 1997-1998 Les Brûleurs de loups de Grenoble (Elite, France)
- 1998-2001 Krefeld Pinguine (DEL, Allemagne)
- 2001-2003 Anglet Hormadi Élite (Super 16, France) Entraineur-adjoint